# Pliocercus euryzonus
Pliocercus euryzonus es una especie de serpiente de la familia Colubridae. Es nativo del sur de Nicaragua, Costa Rica, Panamá, oeste de Colombia y oeste de Ecuador; quizá también el norte de Perú. Es una especie terrestre que habita el bosque húmedo y a menudo zonas pantanosas entre 0 y 1460 m s. n. m..

## Taxonomía
Se reconocen las siguientes subespecies:
- Pliocercus euryzonus aequalis Salvin, 1861
- Pliocercus euryzonus burghardti Smith & Chiszar, 1996
- Pliocercus euryzonus euryzonus Cope, 1862